# Tallava

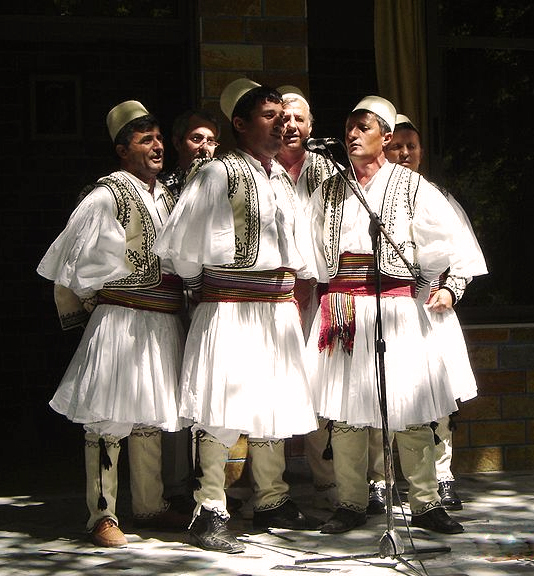
Groupe vocal traditionnel, région de Skrapar (Albanie).

Tallava est un genre de musique provenant de la communauté Roms albanophone souvent désigné comme pop-folk, avec un mélange de musique albanaise et aussi des influences de genres musicaux grecque (Skiladiko), bulgare (Tchalga), turc (Arabesque), arabe (musique pop arabe), roumain (Manele) et serbe (Turbo-folk).

## Chanteurs populaires de tallava
- Samanta Karavello
- Çiljeta
- Teuta Selimi
- Bajram Gigolli
- Shaip Alija
- Labinot Tahiri
- Meda
- Muharrem Ahmeti
- Mentor Kurtishi
- Mandi Nishtulla
- Migena Rinxhi
- Flori Mumajesi
- Baba Celj Djemailj
- Ibrahim Ruli (Sotano)
- Cita zumberi
- Nehat Gasi
- Djemail Gasi
- Sultan Hajoli
- Sinan Hoxha